# Severní Korea a ruská invaze na Ukrajinu

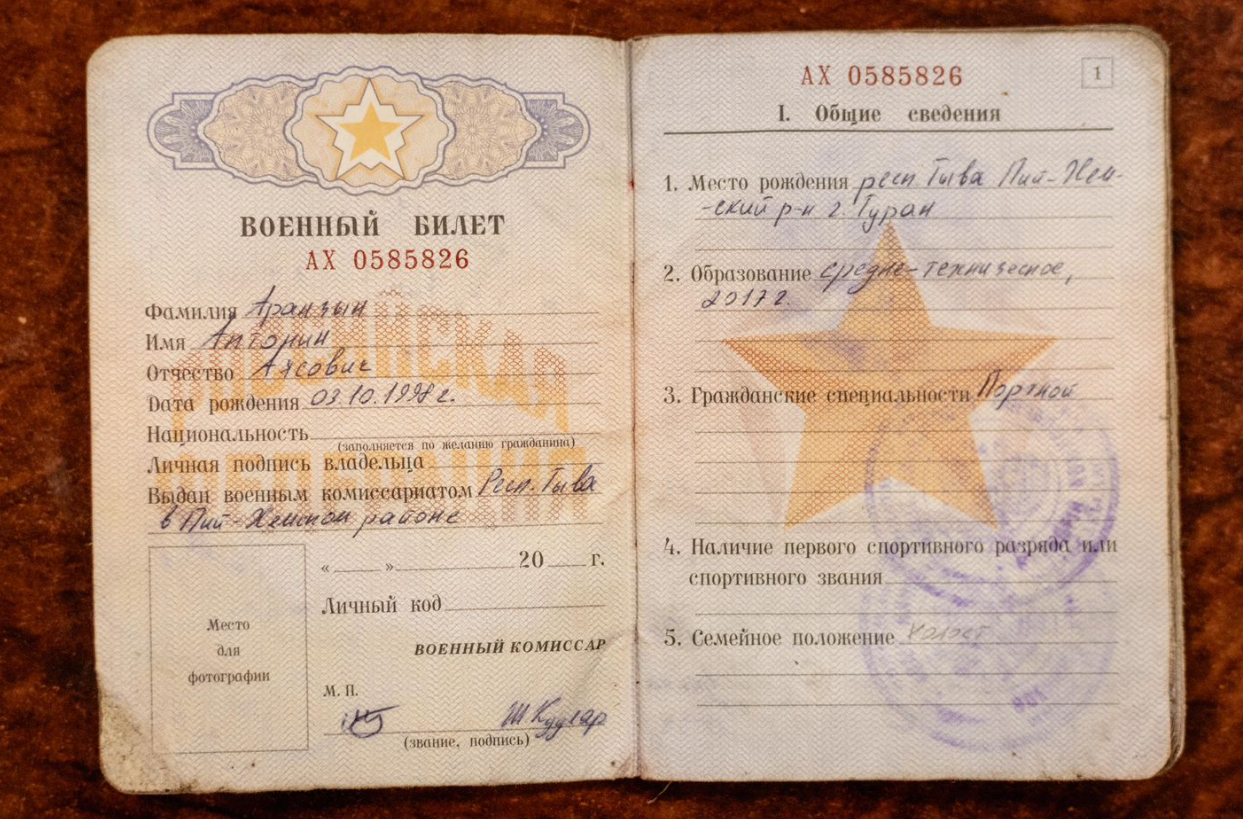
11. ledna 2025 zajali Ukrajinci dva severokorejské vojáky. Jeden ze zadržených Severokorejců měl ruský vojenský průkaz vystavený na jméno jiné osoby s registrací v Republice Tuva Ruské federace

V roce 2024 byly nasazeny severokorejské vojenské jednotky v rámci ruské invaze na Ukrajinu. KLDR je dlouhodobým vojenským spojencem Ruska a jako taková již od roku 2022 podporuje ruskou invazi na Ukrajinu, a to jak na politické úrovni, tak dodávkami zbraní.
V říjnu 2024 začaly zpravodajské služby Ukrajiny, Jižní Koreje a USA hlásit vyslání několika tisíc členů severokorejské armády do Ruska. Moskva a Pchjongjang tato data zpočátku popřely, ale na summitu BRICS Vladimir Putin poprvé přiznal přítomnost Severokorejců, aniž by upřesnil účel. Až 28. dubna potvrdil bojové nasazení severokorejských vojáků, když jim poblahopřál k vítězství v Kurské oblasti. O dva dny dříve náčelník generálního štábu Valerij Gerasimov prezentoval video zachycující výcvik severokorejských vojáků na cvičištích v Rusku.
Severokorejští vojáci se již dříve účastnili operací války ve Vietnamu, konfliktů v Africe a na Blízkém východě, byť ne v takovém počtu.

## Předchozí události
KLDR je jednou z 11 zemí, které uznaly legalitu anexe Krymu Ruskem.
V květnu 2014 byla podepsána dohoda o přechodu na rubly v platbách mezi KLDR a Ruskem. Také 5. května byla podepsána dohoda o odepsání všech korejských dluhů vůči Rusku. V roce 2018 byl mezi KLDR a Ruskem podepsán protokol o spolupráci v oblasti vzdělávání, vědy a dopravy.
24. dubna 2019 dorazil Kim Čong-un do Přímořského kraje na svou návštěvu Ruské federace coby vůdce KLDR. Na programu byla jednání o bilaterálních vztazích mezi Ruskem a KLDR, otázky související se sankcemi, vztahy s OSN a Spojenými státy a denuklearizace Korejského poloostrova. Lídři jednali o výstavbě nových elektrických vedení, plynovodu a ropovodu z Ruska do KLDR.

## Začátek invaze
Severní Korea plně podporovala ruskou invazi na Ukrajinu a odsoudila činy Západu.
Dne 13. července 2022 Ukrajina oznámila přerušení diplomatických styků s KLDR z důvodu uznání nezávislosti Ruskem kontrolované Doněcké a Luhanské lidové republiky.
Severní Korea také uznala referenda na okupovaných územích Ukrajiny.
V březnu 2023 Rusko vetovalo prodloužení mise expertů OSN, kteří monitorovali provádění sankcí proti Severní Koreji, souvisejících především s jadernými zbraněmi. Do té doby Rusko nikdy neblokovalo práci skupiny expertů ani se nevyslovovalo ve prospěch severokorejského jaderného programu.
13. září 2023 Kim Čong-un navštívil Rusko. Oficiálně byly hlavními tématy setkání na kosmodromu Vostočnyj diskuse o mezinárodní situaci a ekonomické spolupráci.
Dne 18. června 2024 přicestoval Vladimir Putin poprvé od roku 2000 do KLDR na oficiální státní návštěvu a podepsal s Kim Čong-unem dohodu o strategickém partnerství mezi KLDR a Ruskou federací. Smlouva obsahuje klauzuli o vzájemné vojenské pomoci „všemi prostředky, které má k dispozici“ v případě útoku na jednu ze smluvních stran, čímž se vztahy mezi oběma zeměmi posouvají na alianční úroveň. Dohoda také předpokládá rozvoj ekonomických vazeb. Státní duma smlouvu ratifikovala 24. října.  Dne 9. listopadu 2024 podepsal dohodu Vladimir Putin. KLDR smlouvu ratifikovala 11. listopadu 2024, kdy smlouvu podepsal Kim Čong-un. Smlouva vstoupí v platnost po výměně ratifikačních listin.

### Dodávky zbraní
Podle amerických tajných služeb Rusko již v roce 2022 nakoupilo od KLDR miliony kusů dělostřeleckých granátů a balistických raket krátkého doletu, včetně Hwasong-11. Kromě toho severokorejské dodávky zahrnovaly pušky a kulomety, protitankové systémy, střely pro MANPADS, munici pro tanky řady T, dělostřelecké kusy včetně houfnic D-30.

### Vyslání armády
18. října 2024 uspořádal jihokorejský prezident Jun Sok-jol mimořádné zasedání Rady národní bezpečnosti v reakci na zprávy zpravodajské služby, že ze Severní Koreje jsou vysíláni vojáci na podporu Ruska ve válce proti Ukrajině.
Podle amerických zpravodajských služeb dorazilo od začátku do poloviny října 2024 nejméně 3 tisíce severokorejských vojáků lodí do Vladivostoku, ktyří byli následně rozptýleni na četná ruská vojenská cvičiště, aby zde prošli základním výcvikem. Stejný počet byl převezen především do Kurské oblasti. Jen několik stovek z nich jsou příslušníci speciálních jednotek, zbytek patří k běžným jednotkám.
Ukrajina a Jižní Korea odhadly počet severokorejských zaměstnanců na 12 tisíc, Pentagon na 10 tisíc. Podle jihokorejské rozvědky jsou mezi nimi vojáci elitního 11. armádního sboru armády KLDR (útočná jednotka). Předpokládá se, že severokorejští vojáci budou vycvičeni asi ve 100 vojenských povelů a termínů v ruštině a k řešení otázek logistiky a taktiky v první linii a naučí se používat bezpilotní letouny. 
Vojáci, kteří se vyznamenají na bojišti, mohou mít vzácnou příležitost zlepšit sociální postavení svých rodin. Podle profesora univerzity v Kunmingu Andreje Laňkova vojáci z elitních jednotek – většinou synové nižších úředníků – také vidí válku jako příležitost ke zlepšení společenského postavení. Kromě toho se plánuje vyplácet vojákům z KLDR v Rusku 2000 dolarů měsíčně, což je více než průměrný roční výdělek.  
12. listopadu 2024 potvrdilo americké ministerstvo zahraničí a poté Jižní Korea účast severokorejských jednotek na bojišti. Většina z více než 10 tisíc vojáků vyslaných Pchjongjangem byla odeslána do Kurské oblasti. 

## Mezinárodní reakce
Jižní Korea připustila, že možná přehodnotí své dlouhodobé rozhodnutí neposílat Ukrajině vojenskou pomoc. Navíc byla zvažována možnost vyslání specialistů na taktiku severokorejských jednotek na Ukrajinu.
List Financial Times uvedl, že Čína je znepokojena výskytem severokorejských jednotek v Rusku. Novináři poznamenali, že čínští diplomaté se neúčastnili oficiálních společných aktivit se Severní Koreou v takové míře jako v minulosti. Ministerstvo zahraničních věcí země zároveň tvrdilo, že „neví“ o vyslání severokorejských jednotek do Ruska  .
Generální tajemník NATO Mark Rutte řekl, že vyslání vojáků KLDR na podporu Ruska na Ukrajině by bylo „významnou eskalací“ konfliktu.

## Důsledky vyslání armády
17. listopadu 2024 podle The New York Times dal americký prezident Joe Biden Ukrajině povolení zahájit útoky balistickými raketami dlouhého doletu ATACMS na ruské území v reakci na zapojení armády KLDR do bojů v oblasti Kurska.
19. listopadu 2024 Putin schválil aktualizovanou jadernou doktrínu, která umožňuje použití jaderných zbraní v případě odpálení balistické střely proti Rusku.